# Gare de La Couronne (Charente)
Pour les articles homonymes, voir Gare de La Couronne.
La gare de La Couronne est une gare ferroviaire française de la ligne de Paris-Austerlitz à Bordeaux-Saint-Jean, située sur le territoire de la commune de La Couronne, dans le département de la Charente, en région Nouvelle-Aquitaine.
Elle est mise en service en 1852, puis fermée à la fin des années 1990. La gare est finalement rouverte le 10 décembre 2023 après un an et demi de travaux. C'est une halte de la Société nationale des chemins de fer français (SNCF), desservie par des trains TER Nouvelle-Aquitaine.

## Situation ferroviaire
La gare de La Couronne est établie à 58 m d'altitude, au point kilométrique (PK) 456,997 de la ligne de Paris-Austerlitz à Bordeaux-Saint-Jean. Elle se situe entre les gares ouvertes d'Angoulême et de Montmoreau. Entre La Couronne et Montmoreau, s'intercalent les gares fermées de Mouthiers, Charmant et Chavenat. 

## Histoire
La gare est inaugurée le 10 octobre 1852. Avec l'augmentation du nombre de TGV circulant sur la ligne, certains arrêts sont supprimés dans les années 1990, parmi lesquels la gare de La Couronne. Son bâtiment voyageur est par la suite détruit, peu avant les années 2000. 
Au début des années 2010, la municipalité de La Couronne engage des premières discussions pour un retour du train dans sa commune. 
Finalement, après avoir été repoussée plusieurs fois, la réouverture de la gare est effective le 10 décembre 2023, à l'occasion du service annuel 2024. Lors de son ouverture, cinq aller-retour sont proposés aux voyageurs chaque jour de la semaine. 

## Service des voyageurs

### Accueil
La gare est un Point d'arrêt non géré (PANG), c'est-à-dire qu'il n'y a pas de présence de personnel. En revanche, les usagers disposent d'un automate pour la vente de billets.

### Desserte
La gare est desservie par des trains TER Nouvelle-Aquitaine, vers Bordeaux et Angoulême.

### Correspondances
La gare est en correspondance avec plusieurs lignes du réseau Möbius d'Angoulême : le BHNS A, les bus 2 et 32 ainsi que le TAD Zone 8.